# تریگوه شوت
تریگوه شوت (انگلیسی: Trygve Schjøtt; ۵ سپتامبر ۱۸۸۲ – ۱۸ دسامبر ۱۹۶۰) قایقران قایق بادبانی اهل نروژ بود.